# Phanoderma laticolle
Phanoderma laticolle is een rondwormensoort uit de familie van de Phanodermatidae. De wetenschappelijke naam van de soort is voor het eerst geldig gepubliceerd in 1870 door Marion.